# Xã Wilberton, Quận Fayette, Illinois
Xã Wilberton (tiếng Anh: Wilberton Township) là một xã thuộc quận Fayette, tiểu bang Illinois, Hoa Kỳ. Năm 2010, dân số của xã này là 505 người.